# Enterobiasis
Enterobiasis is de naam voor een besmetting met de darmparasiet Enterobius vermicularis of aarsmade. Het is een veelvoorkomende infectie die eenvoudig te behandelen is.
Enterobiasis is een onschuldige aandoening die zich bij overlast kenmerkt door een zeer irritante nachtelijke jeuk aan de anus, kleine (ca. 5–10 mm lange) dunne witte wormpjes bij de ontlasting, en soms wat diarree bij zeer veel wormen. Wel kan de jeuk sommige mensen uit hun slaap houden wat leidt tot moeheid en geprikkeldheid. Het krabben kan ontstekingen en een kapotte huid veroorzaken.
De jeuk ontstaat bij het afzetten van de plakkerige eitjes van de worm. Deze zijn alleen met een microscoop goed te zien. Geïnfecteerde personen hebben ze na krabben aan de handen en verspreiden ze zo. De eitjes blijven aan voorwerpen kleven waarna ze bij andere mensen terecht kunnen komen.
Behandeling vindt plaats door het slikken van een ontwormingsmiddel, zoals mebendazol, zonder recept bij de apotheek te krijgen. Goede hygiëne is, ook uit preventief oogpunt, van het grootste belang. Wanneer meer dan één kind de worm heeft, kan het nodig zijn het hele gezin te behandelen om te voorkomen dat men elkaar voortdurend opnieuw besmet.
Als normale hygiëne, zoals geregeld handen wassen, vooral na defecatie, wordt betracht is behandeling niet altijd nodig. De infectie treedt vooral op bij kleine kinderen die veel onderling contact hebben maar die nog te jong zijn om deze maatregelen uit zichzelf te nemen.